# Оса рыжая

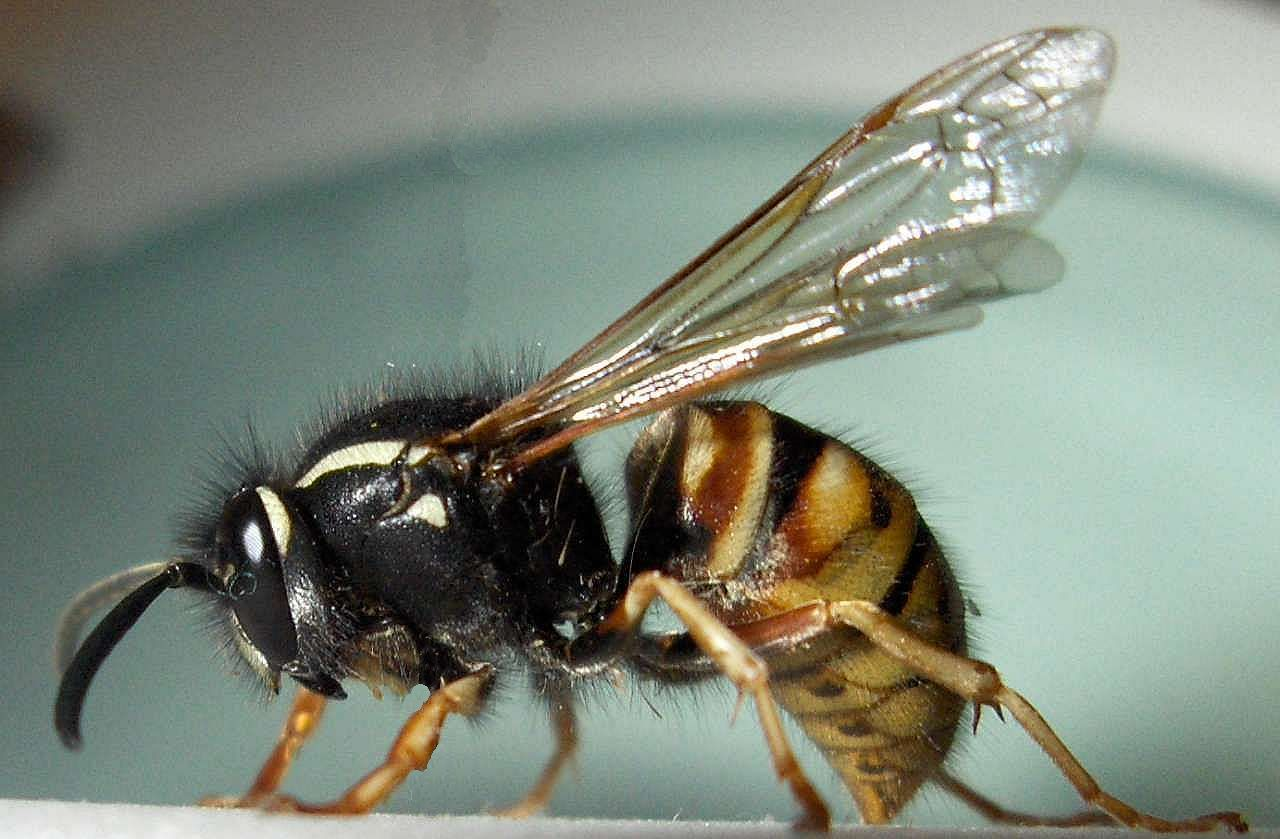
♀

Оса рыжая (лат. Vespula rufa) — вид семейства настоящих ос.

## Распространение
Голарктика (Matsumura, 1911; Курзенко, 1995, 2004). Обитает также в Заполярье, в том числе на Таймыре: Ары-мас, в низовьях реки Колыма, на Чукотке.

## Описание
Длина самок 15—17 мм, рабочих — 10—14 мм, самцов — 13—17 мм. На задних голенях длинных волосков нет, зубцы на переднем крае наличника широкие и тупые.